# Vielblütiger Knöterich
Der Vielblütiger Knöterich (Fallopia multiflora, Syn.: Polygonum multiflorum Thunb.) ist eine in China heimische Pflanzenart aus der Familie der Knöterichgewächse (Polygonaceae).

## Beschreibung
Der Vielblütige Knöterich ist eine Kletterpflanze, die bis etwa 4,5 m Höhe erklimmt.
Blütezeit ist von September bis Oktober. Die zwittrigen Blüten werden von Insekten bestäubt. Die Samen reifen im Oktober bis November.

## Verbreitung
Der Vielblütige Knöterich ist in den chinesischen Provinzen Guangdong, Henan, Hubei, Jiangsu, Jiangxi, Shaanxi, Shanxi, Sichuan und Yunnan heimisch. In Japan kommt die Art mittlerweile verwildert vor.

## Systematik
Man kann zwei Varietäten unterscheiden:
- Fallopia multiflora var. multiflora: Sie hat die Chromosomenzahl 2n = 22.[3]
- Fallopia multiflora var. hypoleuca (Nakai ex Ohwi) Yonekura & H. Ohashi: Sie hat die Chromosomenzahl 2n = 44.[3]

## Inhaltsstoffe
Neuere Untersuchungen zeigen, dass insbesondere die Wurzel von Fallopia multiflora Lecithin enthält. Ein weiterer wesentlicher Bestandteil des Wurzelextrakts ist eine Substanz, die eine ähnliche Struktur wie Resveratrol hat, ein Stoff mit antioxidativen Eigenschaften.

## Traditionelle Verwendung
In China heißt die Pflanze he shou wu (chinesisch 何首乌). Sie wird traditionell als Heilpflanze genutzt. Dazu wird eine Zubereitung aus dem Wurzelstock der Pflanze verwendet. In der Traditionellen Chinesischen Medizin (TCM) wird he shou wu unter anderem bei Geschwüren und gegen Verstopfung eingesetzt. Das zu zhi he shou wu weiterverarbeitete Mittel wird in der TCM unter anderem bei Schlafstörungen, Schwindel, Schwäche in Armen und Beinen sowie Juckreiz eingesetzt.

### Ho Shou Wu
Laut einer chinesischen Legende war Ho Shou Wu („Der schwarzhaarige Mann“) mit 60 Jahren ein schwer kranker Mann. Nachdem er die Pflanze entdeckte und regelmäßig einnahm, soll er sich massiv verjüngt, seine Potenz wiedergefunden und vier Kinder gezeugt haben. Laut Legende starb der Fo-Ti-Teng-Konsument erst im Alter von 132 Jahren.